# Heliconius epicydnides
Heliconius epicydnides är en fjärilsart som beskrevs av Otto Staudinger 1896. Heliconius epicydnides ingår i släktet Heliconius och familjen praktfjärilar. Inga underarter finns listade i Catalogue of Life.